# Mini Paceman
Mini Paceman – samochód osobowy typu crossover klasy aut miejskich produkowany przez brytyjską markę Mini w latach 2012 – 2016.

## Historia i opis modelu

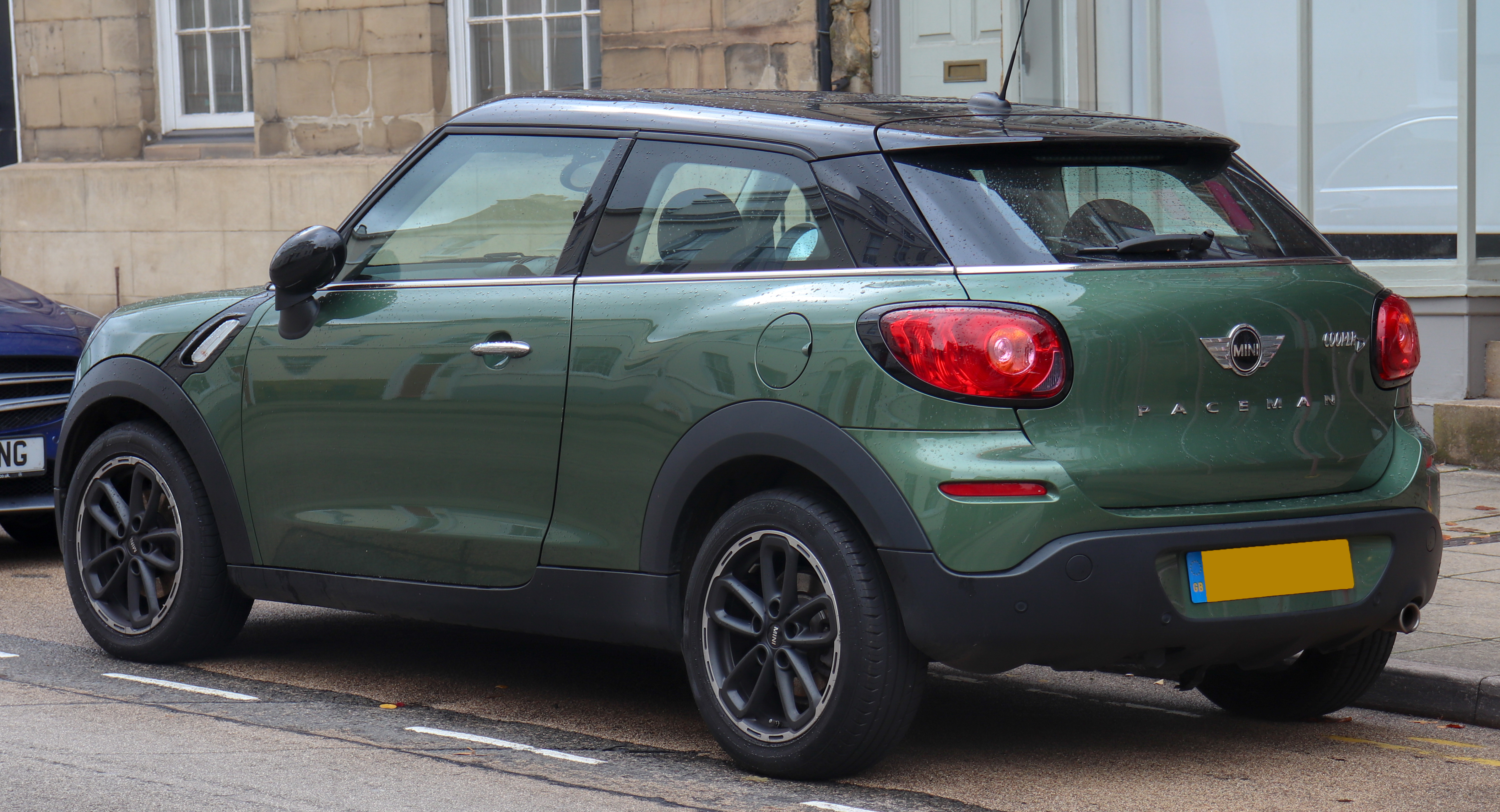
Mini Paceman - tył

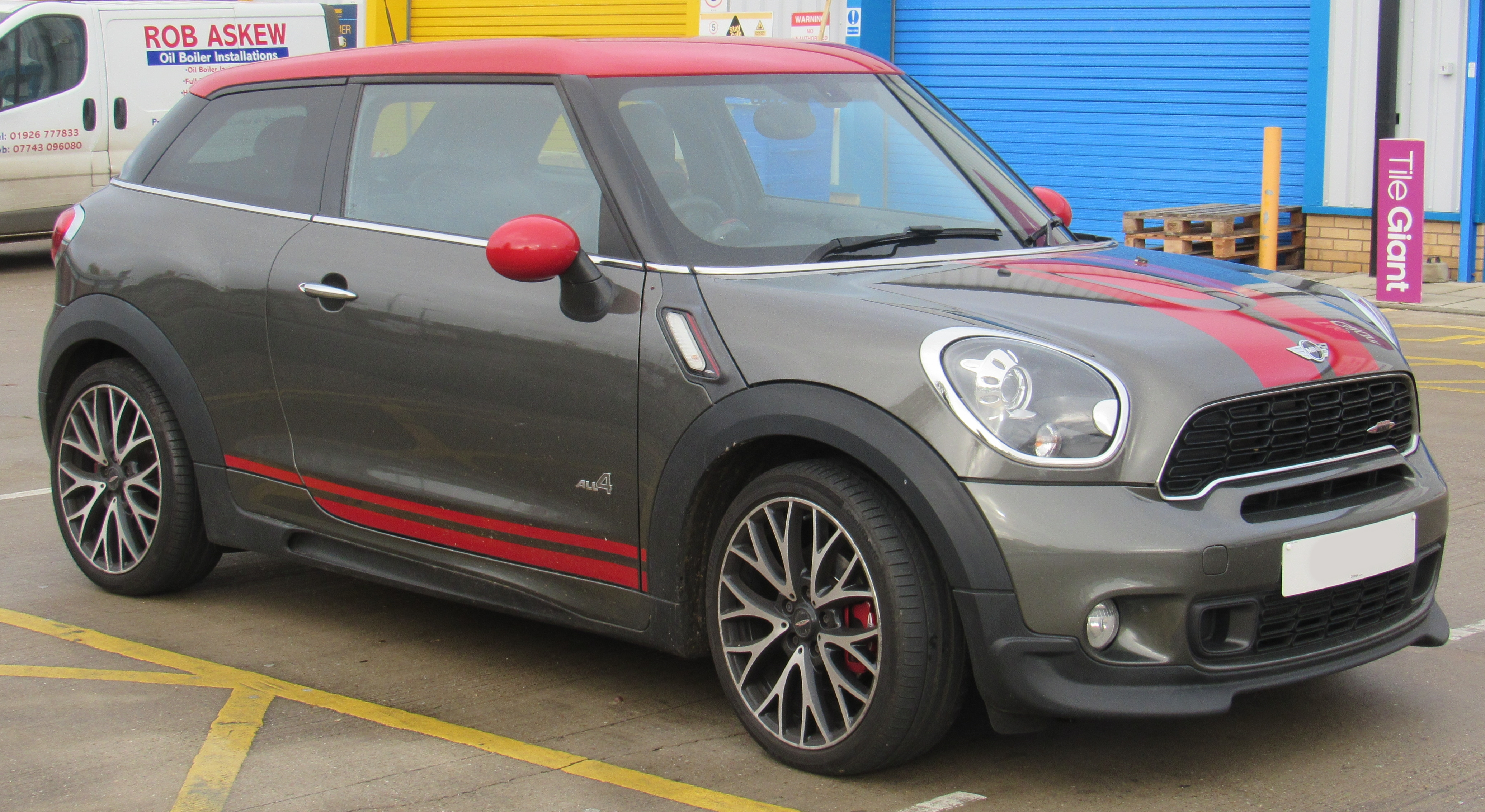
Mini Paceman JCW

Samochód został zaprezentowany w wersji koncepcyjnej na Salonie Samochodowym w Detroit w 2011 roku. Prezentacja seryjnego modelu miała miejsce na Międzynarodowym Salonie Samochodowym w Paryżu. Producent określa samochód jako Sports Activity Coupe (SAC). Pojazd zbudowany został na bazie pięciodrzwiowego Mini Countryman, w odróżnieniu do którego posiada troje drzwi. Stylistycznie przednia część samochodu do słupka A włącznie jest identyczna jak u Mini Countryman. Występuje zarówno w wersji przednionapędowej jak i z napędem na cztery koła.
Wiosną 2014 Paceman został poddany liftingowi. Pojawiły się nowe wzory felg, nowe kolory nadwozia, przemodelowano odrobinę przednią i tylną część nadwozia. We wnętrzu znajdziemy standardowe sportowe fotele oraz chromowane wstawki. Poprawiono również wygłuszenie, modernizacji poddano jednostki napędowe.

### Wersje[5][6]
- Mini Cooper
- Mini Cooper S
- Mini Cooper S ALL4
- Mini Cooper D
- Mini Cooper D (AT)
- Mini Cooper D ALL4
- Mini Cooper D ALL4 (AT)
- Mini Cooper SD
- Mini Cooper SD ALL4
- Mini John Cooper Works Paceman

### Dane techniczne
| Silnik                      | Pojemność skokowa | Układ cylindrów | Moc maksymalna                              | Przyspieszenie 0-100 km/h | Prędkość maksymalna | Zużycie paliwa (l/100km) cykl miejski/mieszany/pozamiejski                                 | Emisja CO2                                                             |
| --------------------------- | ----------------- | --------------- | ------------------------------------------- | ------------------------- | ------------------- | ------------------------------------------------------------------------------------------ | ---------------------------------------------------------------------- |
| Silniki benzynowe           |                   |                 |                                             |                           |                     |                                                                                            |                                                                        |
| 1.6 16V                     | 1598 cm³          | R4              | 90 kW (122 KM) przy 6000 obr./min           | 10,4 s                    | 192 km/h            | 7,4 / 5,2 / 6,0                                                                            | 140 g/km wersja S                                                      |
| 1.6 Turbo                   | 1598 cm³          | R4              | 135 kW (184 KM) przy 5500 obr./min          | 7,5 s                     | 217 km/h            | 7,5 / 4,5 / 6,1 wersja S 8,2 / 5,8 / 6,7 wersja ALL4                                       | 143 g/km wersja S 157 g/km wersja ALL4                                 |
| 1.6 Turbo John Cooper Works | 1598 cm³          | R4              | 160 kW (218 KM) przy 6000 obr./min (300 Nm) | 6,9 s                     | 226 km/h            | - / 7,4 / -                                                                                | 172 g/km                                                               |
| Silniki wysokoprężne        |                   |                 |                                             |                           |                     |                                                                                            |                                                                        |
| 1.6 TD                      | 1598 cm³          | R4              | 82 kW (112 KM) przy 4000 obr./min           | 10,8 s                    | 185 km/h            | 4,7 / 4,2 / 4,4 wersja D 7,2/ 4,7 / 5,6 wersja D (AT) 5,3 / 4,7 / 4,9 wersja D ALL4        | 115 g/km wersja D 149 g/km wersja D (AT) 129 g/km wersja D ALL4        |
| 2.0 TD                      | 1995 cm³          | R4              | 105 kW (143 KM) przy 4000 obr./min          | 9,2 s                     | 200 km/h            | 7,6 / 5,0 / 6,0 wersja D ALL4 (AT) 5,2/ 4,3 / 4,6 wersja SD 5,3 / 4,7 / 4,9 wersja SD ALL4 | 158 g/km wersja D ALL4 (AT) 122 g/km wersja SD 130 g/km wersja SD ALL4 |